# ويليام جوزيف أوكونور
ويليام جوزيف أوكونور هو مجدف كندي، ولد في 4 مايو 1862 في تورونتو في كندا، وتوفي بنفس المكان في 23 نوفمبر 1892.